# ラトローブ駅
ラトローブ駅（英語：Latrobe Station）は、ペンシルベニア州ラトローブマッキンリー・アヴェニュー329にある駅。 バスの乗り換えが出来る。

## 利用可能な鉄道路線／列車
アムトラックキーストン回廊のラトローブ駅に停車する列車は下記の通り。
ピッツバーグとニューヨーク間の昼行長距離列車ペンシルベニアン号…1日1往復停車